# محادثات بعد ظهر يوم الأحد
محادثات بعد ظهر يوم الأحد (بالإنجليزية: Conversations on a Sunday Afternoon)‏ هُو فيلم وثائقي جنوب أفريقي صدر سنة 2005 وأخرجه المُخرج خالو ماتاباني. يمزج الفيلم الذي تبلغ مدته 80 دقيقة بين ما هُو خيالي وما هُو وثائقي، حيث يستكشف موضوع اللاجئين والمُهاجرين الذين يعيشون في جنوب إفريقيا، وتنوع المُجتمع الجنوب إفريقي في حقبة ما بعد الفصل العنصري. فاز الفيلم سنة 2007 بجائزة أفضل فيلم وثائقي في حفل توزيع جوائز الأكاديمية الأفريقية للأفلام الثالث.

## روابط خارجية
محادثات بعد ظهر يوم الأحد على موقع IMDb (الإنجليزية)
- محادثات بعد ظهر يوم الأحد على موقع Turner Classic Movies (الإنجليزية)
- محادثات بعد ظهر يوم الأحد على موقع أول موفي (الإنجليزية)
- محادثات بعد ظهر يوم الأحد على موقع قاعدة بيانات الفيلم (الإنجليزية)
- محادثات بعد ظهر يوم الأحد على موقع ليتربوكسد (الإنجليزية)
- محادثات بعد ظهر يوم الأحد على موقع كينوبويسك (الروسية)

قالب:جائزة أكاديمية الفيلم الأفريقي لأفضل فيلم وثائقي